# Schrankia orientalis
Schrankia orientalis är en fjärilsart som beskrevs av Otto Staudinger 1901. Schrankia orientalis ingår i släktet Schrankia och familjen nattflyn. Inga underarter finns listade.